# Eileen Heckart
Eileen Heckart, rodným jménem Anna Eileen Herbert, (29. března 1919 – 31. prosince 2001) byla americká herečka.
Narodila se v Columbusu v Ohiu a studovala na Ohijské státní univerzitě a poté v newyorském HB Studiu. Od počátku 40. let vystupovala na Broadwayi. Za svůj výkon ve hře Picnic od Williama Ingea získala v roce 1953 cenu Theatre World. V 50. letech se rovněž začala objevovat v televizi a ve filmu. Za svou roli ve filmu The Bad Seed (1956) byla nominována na Oscara a získala Zlatý glóbus. Od roku 1969 hrála ve hře Butterflies Are Free od Leonarda Gershea v Boothově divadle v New Yorku, v roce 1972 hrála také ve filmové adaptaci hry v režii Miltona Katselase. Za svou roli získala Oscara. Třikrát byla nominována na cenu Tony (1958, 1961, 1970), v roce 2000 ji v nesoutěžní kategorii za celoživotní přínos získala. Dále byla držitelkou cen Primetime Emmy, Drama Desk, Drama League a dalších. Má hvězdu na Hollywoodském chodníku slávy.
Od roku 1943 až do jeho smrti v roce 1997 byla vdaná za pojišťovacího makléře Johna Harrisona Yankeeho Jr., s nímž měla tři syny. Zemřela na karcinom plic v Norwalku v Connecticutu ve věku 82 let.